# Helga Königsdorf
Helga Königsdorf (Helga Bunke de casada) (Gera, 3 de juliol de 1938 - Berlín, 4 de maig de 2014) va ser una escriptora i matemàtica alemanya.

## Vida
Després del seu doctorat l'any 1963 pel seu treball Sobre l'estabilitat de sistemes d'equacions diferencials estocàstiques i de la seva habilitació l'any 1972, va ser professora de matemàtiques a l'acadèmia de ciències de Berlín Oriental entre els anys 1974 i 1990, quan va ser nomenada prematurament professora emèrita. Va publicar el seu primer relat a la República Democràtica Alemanya l'any 1978. Molts dels seus relats tractaven sobre l'activitat científica a l'RDA.
Va ser membre del PEN Club Internacional d'Alemanya. Com a matemàtica va publicar sota el nom de Helga Bunke. Durant trenta anys va patir la malaltia de Parkinson.
Va estar casada amb el matemàtic Olaf Bunke i el seu fill comú, Ulrich Bunke, també és matemàtic. La seva cunyada va ser la germano-argentina Tamara Bunke, defensora del socialisme revolucionari.
Juntament amb Christa Wolf, Brigitte Reimann i Maxie Wander va treballar pels drets de les dones a l'RDA durant les dècades de 1970 i 1980. Després de la reunificació d'Alemanya va centrar en els seus assajos en la història de l'RDA.

## Obra

### Literatura
- Meine ungehörigen Träume (1978)
- Der Lauf der Dinge (1982)
- Respektloser Umgang (1986)
- Lichtverhältnisse (1988)
- Ungelegener Befund (1990)
- Adieu DDR (1990)
- Gleich neben Afrika (1992)
- Im Schatten des Regenbogens (1993)
- Über die unverzügliche Rettung der Welt (1994)
- Die Entsorgung der Großmutter (1997)
- Landschaft in wechselndem Licht (2002)

### Obra matemàtica
- Gewöhnliche Differentialgleichungen mit zufälligen Parametern (1972)
- Statistical methods of model building (1986, juntament amb Olaf Bunke)
- Nonlinear regression, functional relations and robust methods (1989, juntament amb Olaf Bunke)

## Premis
- 1985 Premi Heinrich Mann[3]
- 1992 Premi Roswitha[4]